# اینفینیتی وارد
اینفینیتی وارد (به انگلیسی: Infinity Ward) یک شرکت طراح بازی‌های رایانه‌ای آمریکایی واقع در انسینو، کالیفرنیا است. این شرکت در اکتبر ۲۰۰۳ به مالکیت اکتیویژن در آمد و شامل تقریباً ۷۰ کارمند است. اینفینیتی وارد سازندهٔ بازی رایانه‌ای ندای وظیفه و توسعه دهندهٔ ۳ بخش سری ندای وظیفه است.

## موتور بازیها
تا قبل از اینفنیت وارفر کل بازیهای ندای وظیفه از موتور id Tech 3 استفاده می‌کردند.جنگاوری مدرن ۲ از موتور آی‌دبلیو ی نسخه ۴ به روز شده استفاده می‌کند که یک نسل پیشرفته تر است.

## مقبولیت
بازی اول استودیو ندای وظیفه 90 جایزه بهترین بازی سال را برد، و 50 جایزه انتخاب منتقدان را برد.